# Barba Žvane

Barba Žvane je film snimljen nedugo poslije završetka Drugoga svjetskoga rata (1949.). Napravljen je crno-bijelom tehnikom, a premijerno je prikazan 17. listopada 1949. godine. 
Film je diplomski uradak studenata beogradske Visoke filmske škole, a snimila ga je novosadska filmska kuća Zvezda film. Hrvatski filmaš, Vjekoslav Afrić, inače redatelj i scenarist ovog filma, bio je direktor te filmske škole, a prema scenariju hrvatskog književnika Drage Gervaisa, kojeg je doradio. 
Film tematizira hrvatske krajeve, a govori o hrabrom istarskom starcu-rodoljubu, koji pomaže partizanima.

## Radnja filma
Da bi pomogli izgladnjelim partizanima u Gorskom kotaru, istarski seljaci šalju im po Barba Žvani deset grla stoke. Budući da se lukavstvima izvukao iz opasnih situacija, Žvane stiže u Kotar i pridružuje se partizanima. Godine 1945. Istra je slobodna, a na čelu partizanske kolone ulazi pobjedonosno u svoje selo i - Barba Žvane. 

## Vanjske poveznice
- Barba Žvane u internetskoj bazi filmova IMDb-a
- Filmski programi